# Ralf Kaldenhoff
Ralf Kaldenhoff (* 2. Oktober 1958 in Empelde) ist ein deutscher Botaniker und Professor für angewandte Pflanzenwissenschaft an der Technischen Universität Darmstadt. Er ist vor allem für seine Arbeiten an der Aquaporin-Protein-Klasse zur erleichterten Diffusion von CO₂ in pflanzlichem Gewebe und Zellen bzw. Chloroplasten bekannt.

## Beruflicher Werdegang
Kaldenhoff studierte Biologie an der Universität Hannover. Im Oktober 1986 wurde er zum PhD promoviert mit der Thesis Genexpression during the Initial Phase of Blue Light Dependent Chloroplast Differentiation. Anschließend arbeitete er als Postdoc an der Universität Hannover am Lehrstuhl für Botanik. 1989–91 war Kaldenhoff Mitarbeiter am Max-Planck-Institut für Molekulare Genetik in Berlin. 1991 wurde er Assistenzprofessor am Institut für Botanik der Universität Hannover und habilitierte sich mit der Thesis Studies about morphogenesis under blue light in Neurospora crassa, Chenopodium rubrum and Arabidopsis thaliana. 1996 erhielt Kaldenhoff einen Ruf an die Universität Würzburg, Institut für molekulare Pflanzen-Physiologie (Julius-von-Sachs-Institut für Biowissenschaften) und wechselte 2003 an die Technische Universität Darmstadt. Dort leitet er als Professor für Botanik die Arbeitsgruppe Angewandte Pflanzenwissenschaften.

## Wirken
Kaldenhoff ist einer der Entdecker pflanzlicher Aquaporine. Ihm ist es als erster gelungen, die Funktion dieser Proteine in Pflanzenzellen als Komponenten der erleichterten zellulären Wasserdiffusion zu charakterisieren und deren Vorkommen in pflanzlichem Gewebe nachzuweisen. Bahnbrechend war Kaldenhoffs Entdeckung, dass die von ihm untersuchte Aquaporin-Protein-Klasse zur erleichterten Diffusion von CO₂ in pflanzlichem Gewebe und Zellen bzw. Chloroplasten führt. Damit konnte er einen bisher nicht erkannten Zusammenhang beim Photosynthese-Mechanismus entdecken. Die Tatsache, dass ein Protein die Diffusion eines Gases erleichtert, veränderte die Vorstellung über die Diffusion von CO₂ in Zellen aller Lebewesen. Kaldenhoff ist zum ersten Mal der Beweis der CO₂-Leitfähigkeit eines Aquaporins gelungen. Er hat zur Revidierung der Vorstellung über Biomembran-Transport beigetragen.
Kaldenhoff hat sich ebenfalls mit der Interaktion von parasitären Pflanzen mit Wirtspflanzen beschäftigt. Er erkannte molekulare Mechanismen, die zur Bekämpfung der parasitären Pflanzen eingesetzt werden können. Zurzeit beschäftigen sich Kaldenhoff und Mitarbeiter mit der Kultivierung von Mikroalgen in Großanlagen und deren Nutzung für die Produktion von Proteinen, Fettsäuren, Vitaminen und weiteren Inhaltsstoffen bzw. Grundsubstanzen für verschiedene Branchen/Industrien. Das Erforschen von Grundlagen in den Pflanzenwissenschaften und die Umsetzung des erworbenen Wissens in für den Menschen nutzbare Anwendungen ist das Ziel der Arbeit Kaldenhoffs.
Kaldenhoff veröffentlichte insgesamt über 80 Publikationen, darunter sind gegenwärtig Beteiligungen an 5 Patentanträgen.

## Auslandstätigkeiten
- 1994 The Ohio State University, Columbus, USA: Gast-Wissenschaftler, Labor Prof. R. Hangarter.
- 1995 Osaka City University, Osaka, Japan: Mitglied der Yamada Science Foundation.

## Ernennungen
- 1998–2000 Stellvertretender Sprecher des Graduierten Kollegs, Universität Würzburg
- 2000–2003 Stellvertretender Dekan der Fakultät Biologie, Universität Würzburg
- 2002–2004 Studiendekan der Fakultät Biologie, Technische Universität Darmstadt
- 2004–2006 Direktor des Instituts für Botanik, Technische Universität Darmstadt
- Seit 2010 – Kommissar für Außenbeziehungen an der Technischen Universität Darmstadt

## Ehrungen
- 1980 Wissenschaftspreis der Stadt Hannover

## Publikationen (Bücher)
Praktische Biochemie (2003) Thieme Stuttgart.